# Клэйч, Долорес
Долорес Клэйч (англ. Dolores Klaich, 9 августа 1936, Кливленд — 8 марта 2023, Братлборо) — американская писательница-феминистка, активистка, педагог и журналист. Она написала о социальной истории лесбиянок в Соединённых Штатах Америки и написала детективный роман, который был номинирован на литературную премию «Лямбда» за лесбийскую мистерию. Она преподавала сексуальное здоровье и безопасность в Школе здравоохранения, технологий и менеджмента Университета штата Нью-Йорк в течение десяти лет и сыграла значительную роль в первой Национальной женской конференции в качестве делегата от Нью-Йорка.
Клэйч умерла в результате эвтаназии в своём доме в Братлборо, штат Вермонт, 8 марта 2023 года. Она решила умереть в Международный женский день с помощью Закона Вермонта № 39 о медицинской помощи для смерти.

## Ранние годы и образование
Клэйч родилась в Кливленде, штат Огайо, США. Её матерью была Кэролайн (урождённая Штампар) Клэйч, а её отец, Якоб Клэйч, был организатором Социалистической рабочей партии. Она окончила Университет Кейс-Вестерн-Резерв в 1958 году и закончила аспирантуру в Университете штата Нью-Йорк в Стоуни-Бруке.

## Карьера
В 1960-х и 1970-х Клэйч была репортёром журнала LIFE и редактором Transatlantic Review. В 1974 году Клэйч опубликовала социальную историю лесбиянок в Соединённых Штатах Америки под названием «Женщина плюс женщина» (англ. Woman Plus Woman). Книга состояла из личных интервью, репортажей и биографий. Книга Клэйч была названа заметным вкладом в литературу об отношении к лесбиянкам в 1970-х годах и основополагающим текстом в выявлении и исправлении неправильных представлений о лесбиянках в популярной культуре и литературе. В то время книга имела значительное общественное влияние, что привело к ряду публичных выступлений, переизданий и радиочтений.
В 1988 году Клэйч написала детективный роман под названием «Крупная позолота» (англ. Heavy Gilt. Книга была номинирована на первую литературную премию «Лямбда» за «Лесбиянскую мистерию» в 1985 году и была написана как пародия на детективные романы, высмеивающие мейнстримное отношение к лесбиянкам.
В 1977 году Клэйч была делегатом от Нью-Йорка на Национальной женской конференции и входила в состав собрания, которое добилось принятия резолюции о защите и признании сексуальных предпочтений. Она была судьей Ferro-Grumley Awards, литературной премии ЛГБТ, в 1989 и 1990 годах. С 1989 по 1999 год Клэйч была преподавателем по вопросам сексуального здоровья и СПИДа в Университете штата Нью-Йорк в Стони-Бруке. Клэйч фигурировала в журналах «Феминистки, изменившие Америку, 1963—1975» (издательство Иллинойсского университета) и «Кто есть кто из американских женщин».

## Публикации
- Woman Plus Woman (University of Michigan, 1974) ISBN 0-941-48328-2
- Heavy Gilt (Naiad Press, 1988) ISBN 9-780-94148-3254
- Klaich, Dolores. "The price of going mainstream." The Gay & Lesbian Review Worldwide 22.3 (2015): 16–18.
- Klaich, Dolores. "What's Lost on the Road to Equality." The Gay & Lesbian Review Worldwide 26.1 (2019): S195-S195
- Klaich, Dolores. "Family Stories." Harrington Lesbian Fiction Quarterly 1.2 (2000): 47-57